# Aeropus II av Makedonien
  Aeropus II (grekiska: Ἀέροπος) var kung av Makedonien från 399 till 394 f.Kr.